# 景汝松
景汝松，(?-?)，中國殷朝末年的貴族，是朝鮮泰仁景氏之祖。
當箕子東走朝鮮時，景汝松隨他一起前往，並把詩書禮樂和政制教給朝鮮之民。